# Limbodessus compactus
Limbodessus compactus är en skalbaggsart som först beskrevs av Clark 1862.  Limbodessus compactus ingår i släktet Limbodessus och familjen dykare. Inga underarter finns listade i Catalogue of Life.